# Alessandro Fedeli
Alessandro Fedeli (Negrar, 2 de marzo de 1996) es un ciclista italiano que fue profesional entre 2018 y 2023.

## Trayectoria
Se hizo profesional a principios de 2019 con el equipo francés Delko Marseille Provence, con el que ya había corrido como interno a finales de 2018. La primera carrera en la que participó fue el Tour de Ruanda, en el estado africano. Logró el éxito en la primera etapa, ganando la meta en Kigali. Durante el año logró un segundo éxito, ganando la etapa final de la CRO Race.
En 2020 ganó la última etapa del Tour de Limousin, superando al portugués Rui Costa en un sprint a dos. En 2021, sin embargo, no logró el top 10 y al final de la temporada se mudó al equipo ruso Gazprom-RusVelo.
A principios de 2022 ocupa el segundo lugar en la clasificación final del Tour de Antalya. Desde marzo de 2022, tras la invasión rusa de Ucrania y la decisión de la UCI de retirar el estatus de Equipo UCI a los equipos ruso y bielorruso, Gazprom-RusVelo se ve obligado a suspender sus actividades. El 20 de junio de 2022 firmó contrato hasta finales de 2023 con EOLO-KOMETA.
En 2023 se consolidó en el Q36.5 Pro Cycling Team, la nueva formación profesional que tiene a Vincenzo Nibali como consultor. Ese mismo año inició el proyecto de una tienda especializada en bikefitting, entrenamiento atlético y masajes deportivos. Esa acabó siendo la última temporada de su carrera.

## Palmarés
2017
- 1 etapa del Giro del Valle de Aosta

2018
- Trofeo Edil C[9]
- Gran Premio della Liberazione
- 1 etapa del Giro del Valle de Aosta

2019
- 1 etapa del Tour de Ruanda
- 1 etapa de la CRO Race

2020
- 1 etapa del Tour de Limousin